# Mabel Katz

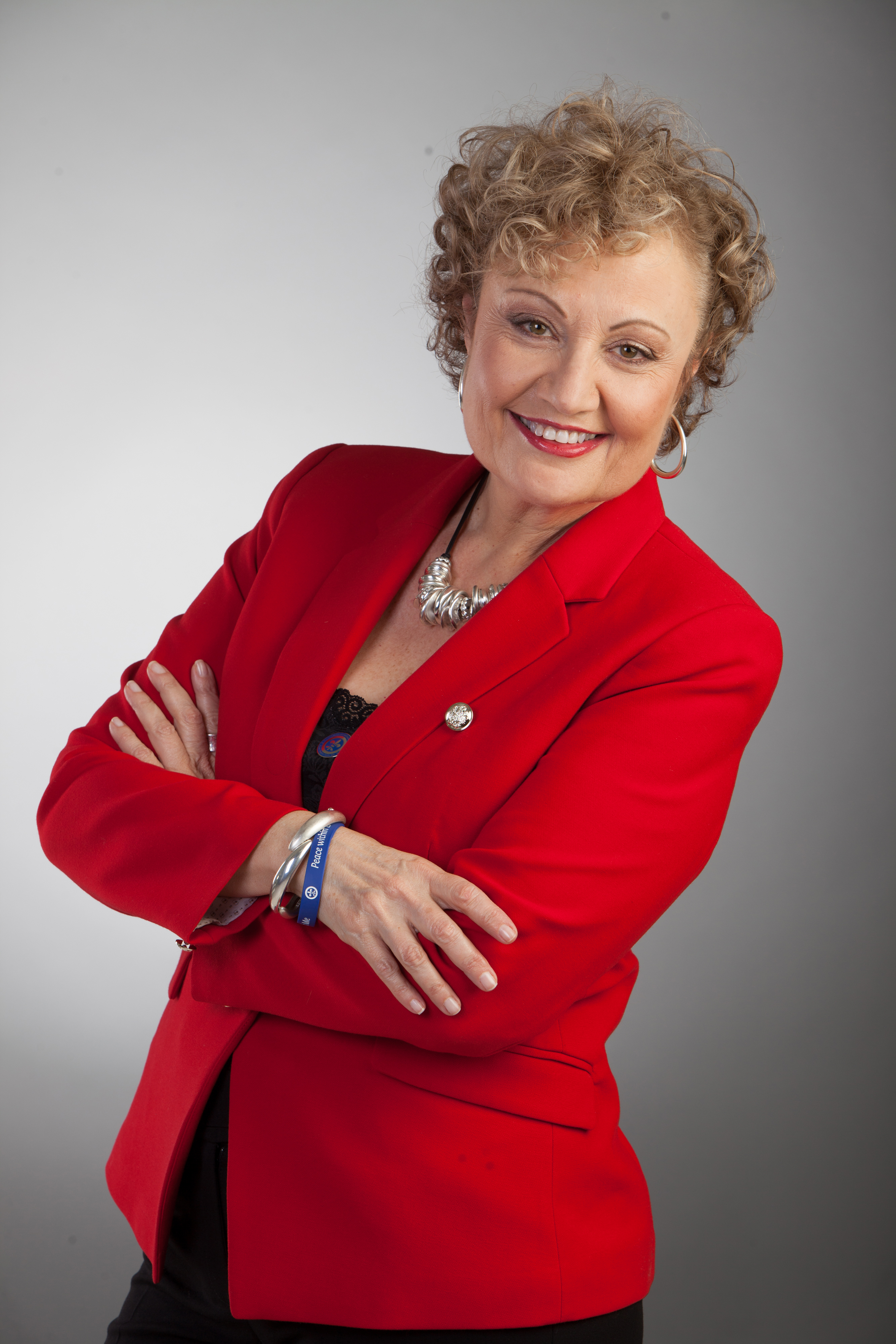
Mabel Katz

Mabel Katz szónok, író, tréner, békenagykövet, a Ho'oponopono ősi hawaii problémamegoldó módszer szakértője. Ez az ősi művészet a megbocsátáson és a múlt emlékeinek, programjainak elengedésén alapul.

## Élete
Mabel Argentínában született, ahol könyvelőként dolgozott. 1983-ban családjával együtt az Egyesült Államokba, Los Angelesbe költözött. Útkeresése során találkozott a Ho'oponoponoval. A módszer hatékonysága és egyszerűsége magával ragadta. Több, mint egy évtizeden keresztül tanult és utazott mesterével, Dr. Ihaleakalá Hew Lennel. Így jutott el Észak- és Dél-Amerika, Európa és Ázsia számos országába.
Eközben a helyi latin közösség számára rádió- és televíziós műsorokat indított, hogy minél szélesebb körben terjeszthesse a Ho'oponopono módszerét, melyet elnevezett a legkönnyebb útnak.
Könyvelői karrierjét feladva, kizárólag küldetésének, a Ho'oponpononak szenteli az életét. Meghívások alapján járja a világot tanításaival.
Könyveit több, mint húsz nyelvre, köztük angolra, spanyolra, koreaira, portugálra, svédre, németre, franciára, oroszra, kínaira, olaszra, csehre, héberre, japánra, horvátra, magyarra, szerbre, lengyelre, románra, finnre, litvánra és albánra fordították le.

## Békenagykövet
Programját bemutathatta Bécsben is, az ENSZ előtt. 
2012-ben Argentínában békenagyköveti címmel tüntették ki, 2013-ban a hawaii Order of the Orthodox Knights Hospitaller of St. John Orosz Nagykeresztjét és a Dame címet adományozták neki. 2015 januárjában egy független internetes szavazáson elnyerte a Public Peace Prize díjat.

## Ho'oponopono Magyarországon
Magyarországon 2012-2018 között tanította a Ho'oponopono, illetve az általa jegyzett „Zero Frequency®” módszerét, amely az ősi problémamegoldás gyakorlatiassá és mindenki számára könnyen érthetővé kidolgozott változata. 3–100 éves gyermekek számára írt könyve több nyelven olvasható.

## Magyarul megjelent művei
- Az élet legkönnyebb útja. Engedd el a múltat, élj a jelenben és változtasd meg az életed mindörökre. A problémamegoldás művészete a Ho'oponopono alapján; előszó Ihaleakalá Hew Len, ford. Móra Klára; Suerte Szolgáltató Bt., Bp., 2012 ISBN 978-963-08-3632-6
- The easiest way to grow. Messages you will be glad to know. For children ages 3 to 100. Based on Ho'oponopono / Felnőni a legkönnyebb úton. Üzenetek, melyek nagyon boldoggá tesznek téged. Gyermekeknek 3-tól 100 éves korig. A Ho'oponopono alapján; ford. Móra Klára; Suerte Szolgáltató Bt., Bp., 2012 + CD ISBN 978-96308-4589-2
- Elmélkedéseim a Ho'oponoponoról; ford. Móra Klára; Suerte Szolgáltató Bt., Bp., 2015 ISBN 978-963-12-2589-1
- Maluhia, a boldog város. A Ho'oponopono alapján; közrem. Elizabeth Baralt, ford. Móra Klára; Suerte Szolgáltató Bt., Bp., 2017 ISBN 978-963-12-9597-9